# 스튜디오 830/800
《스튜디오 830/800》는 대한민국의 KBS에 1981년 5월부터 1987년 2월까지 방송됐던 아침 교양 프로그램이다. 원래 개시 당초에는《스튜디오 830》의 프로그램이었으나, 1986년 10월 개편에 따라 《스튜디오 800》이라는 바뀌었으며, 1987년 2월말 까지 방송되었고, 1987년 3월에 <가정 저널> 이라는 제목의 프로그램으로 개편하여 방송되었다.

## 기획 의도
우리 가정의 다양한 구성으로 아침 주부 대상 프로그램.

## 방송 시간
- KBS 1TV - 1981년 5월 25일부터 1986년 10월 31일까지, 매주 월 ~ 토요일 아침 8시 30분 (50~55분 ; 스튜디오830)
- KBS 1TV - 1986년 11월 3일부터 1987년 2월 28일까지, 매주 월 ~ 토요일 아침 8시 (50~55분 ; 스튜디오800)

## 역대 진행자
남자 진행자
- 1대: 유철종
- 2대: 황인용

여자 진행자
- 이지연

## 타이틀 변천사
| 역대 | 타이틀       | 방송 기간                          |
| ---- | ------------ | ---------------------------------- |
| 1대  | 스튜디오 830 | 1981년 5월 25일 ~ 1986년 10월 31일 |
| 2대  | 스튜디오 800 | 1986년 11월 3일 ~ 1987년 2월 28일  |
| 3대  | 가정저널     | 1987년 3월 2일 ~ 1991년 5월 18일   |
| 4대  | 아침마당     | 1991년 5월 20일 ~ 현재             |

## 같이 보기
- 이산가족을 찾습니다 (1983년, 메인MC)
- 가정저널 (후속작)
- 안녕하세요 변웅전입니다 (MBC)
- 차인태의 아침 살롱 (MBC)
- 차인태의 출발 새아침 (MBC)